# Весёлый (Мордовия)
Весёлый  — посёлок в составе Бабеевского сельского поселения Темниковского района Республики Мордовия.

## География
Находится на расстоянии примерно 14 километров по прямой на юго-запад от районного центра города Темников.

## История
Основан в годы коллективизации переселенцами из деревни Лесное Кичатово. В 1931 в нём было учтено 14 дворов.

## Население
Постоянное население составляло 85 человек (мордва-мокша 69%) в 2002 году, 41 в 2010 году .